# Nils Christoffer Dunér

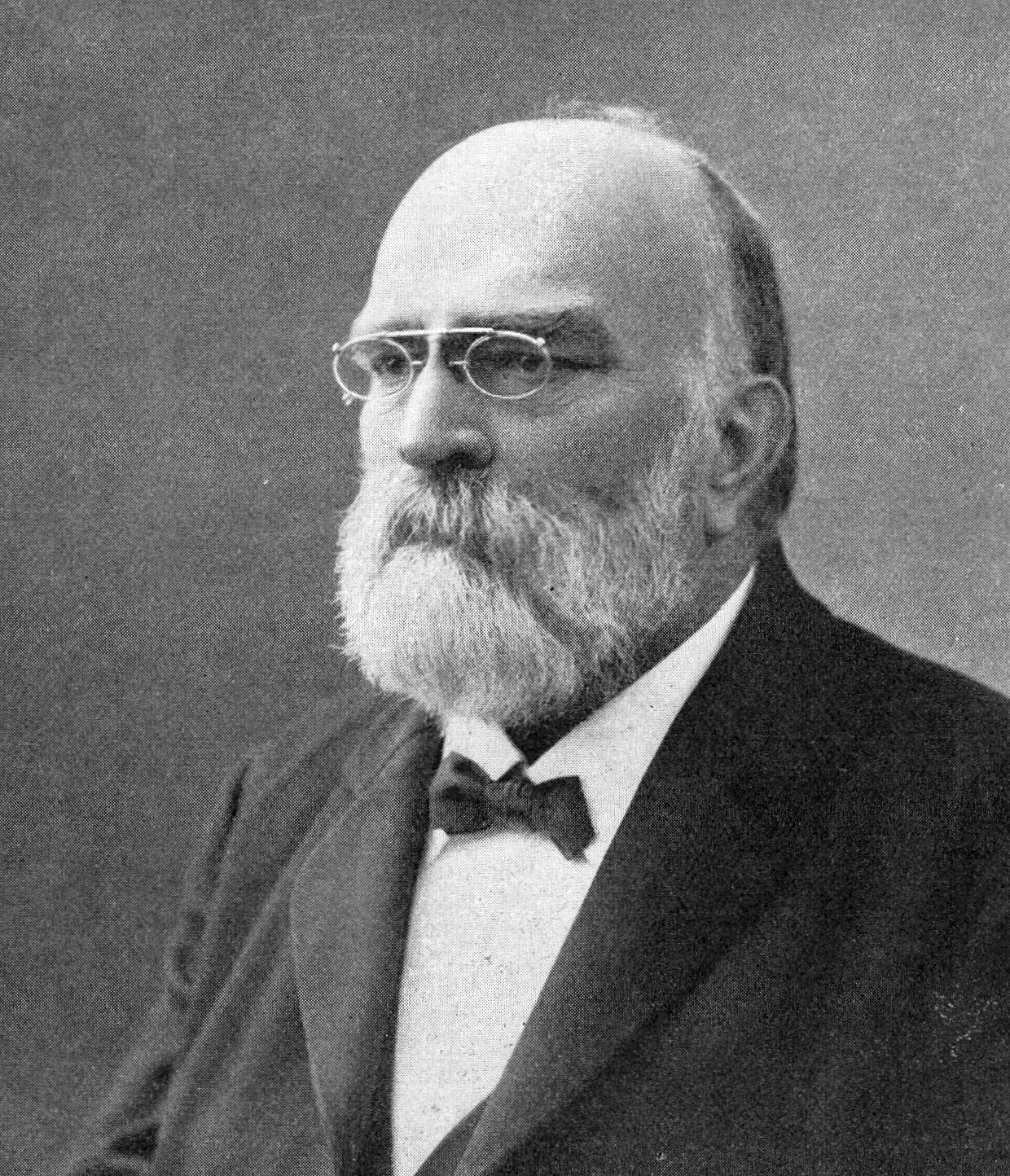
Nils Christoffer Dunér (1909)

Nils Christoffer Dunér (Billeberga, 21 mei 1839 - Stockholm, 10 november 1914) was een Zweeds astronoom.
Dunér behaalde zijn doctoraat in 1862 aan de Universiteit van Lund. Vanaf 1864 werkte hij daar op de sterrenwacht. In 1888 werd Dunér hoogleraar astronomie aan de Universiteit van Uppsala.
In 1867 ontdekte Dunér in het sterrenbeeld Lynx het extragalactische stelsel NGC 2273.
Dunér werd in 1892 bekroond met de Rumford Medal. De Dunérkrater op de maan is naar hem genoemd.